# Lara Colturi
Lara Colturi (* 15. November 2006 in Turin, Piemont) ist eine italienisch-albanische Skirennläuferin. Sie konzentriert sich im Weltcup seit 2022 auf die technischen Disziplinen Slalom und Riesenslalom.

## Biografie
Lara Colturi kam als Tochter der Skirennläuferin Daniela Ceccarelli, Olympiasiegerin im Super-G 2002, und des Skitrainers Alessandro Colturi zur Welt. Sie wuchs in Cesana Torinese im Susatal auf und galt bereits in ihrer Kindheit als großes Skitalent. Im Winter 2021/22 gewann sie den prestigeträchtigen FIS Children Cup. Um sich möglichst früh einen Weltcup-Startplatz zu sichern, kehrte Colturi dem italienischen Wintersportverband (FISI) im Mai 2022 den Rücken zu, nachdem sie und ihr Bruder die albanische Staatsbürgerschaft erhalten hatten. Der Nationenwechsel, der vor Vollendung des 16. Lebensjahres ohne Einverständnis des Verbandes erfolgen konnte, überraschte die FISI und wurde medial als „Sensation“ bezeichnet. Die Idee, für Albanien zu fahren, kam auf, als Lara Colturis Mutter Daniela Ceccarelli Trainerin der albanischen Ski-Nationalmannschaft war.
Colturi bestritt nach dem Nationenwechsel im Alter von 15 Jahren in Südamerika ihre ersten FIS-Rennen und feierte in den Disziplinen Riesenslalom und Slalom auf Anhieb vier Siege in Folge. Im Anschluss daran nahm sie am South American Cup teil und sicherte sich mit sechs Siegen und zwei weiteren Podestplätzen den Gewinn der Gesamtwertung. Zudem entschied sie die Disziplinenwertungen in Riesenslalom, Slalom und Kombination für sich.
Am 19. November 2022 gab Colturi wenige Tage nach ihrem 16. Geburtstag im Slalom von Levi ihr Weltcup-Debüt. Eine Woche später am 26. November 2022 konnte sie sich mit Rang 17 im Riesenslalom von Killington erstmals in den Punkterängen klassieren. Am 20. Januar 2023 gewann sie bei den Juniorenweltmeisterschaften in St. Anton die Goldmedaille im Super-G, nachdem sie am Vortag in der Abfahrt die Bronzemedaille um fünf Hundertstel verpasst hatte. Es war dies die erste Medaille für Albanien bei einem Großereignis im alpinen Skisport. Am nächsten Tag gewann sie im Riesenslalom die Bronzemedaille hinter der Schwedin Hanna Aronsson Elfman und der Schweizerin Stefanie Grob. Zwei Wochen später sollte sie bei den Weltmeisterschaften in Méribel an den Start gehen, erlitt allerdings beim Aufwärmen vor dem ersten Abfahrtstraining einen Kreuzbandriss und musste die Saison vorzeitig beenden.
Beim Riesenslalom von Killington am 25. November 2023 erreichte Colturi ihre vorerst beste Weltcup-Platzierung mit Platz zwölf. Dies war zugleich das bis dahin beste Ergebnis eines albanischen Skirennläufers im Weltcup. Nach einer weiteren Spitzenplatzierung am 7. Januar 2024 (Rang 13 in Kranjska Gora) fuhr sie am 16. Januar 2024 mit Laufbestzeit im zweiten Durchgang des Nachtslaloms von Flachau auf Platz neun und damit erstmals unter die besten zehn.
Am 23. November 2024 fuhr Colturi eine Woche nach ihrem 18. Geburtstag als Slalomzweite von Gurgl erstmals aufs Podest und sorgte damit für den ersten Podestplatz Albaniens in der Geschichte des alpinen Skiweltcups. Am 4. Januar 2025 belegte sie im Riesenslalom von Kranjska Gora den zweiten Platz hinter der Schwedin Sara Hector. Auch bei der WM 2025 war sie mit einem 7. Rang im Riesenslalom erfolgreich; im Slalom war sie jedoch im ersten Lauf ausgeschieden. Am 8. März desselben Jahres fuhr sie im Riesenslalom von Åre auf Platz drei und holte somit ihre zweite Podestplatzierung in dieser Disziplin.

## Erfolge

### Weltmeisterschaften
- Saalbach-Hinterglemm 2025: 7. Riesenslalom

### Weltcup
- 6 Platzierungen unter den besten zehn, davon 3 Podestplätze

### Weltcupwertungen
| Saison  | Gesamt | Gesamt | Riesenslalom | Riesenslalom | Slalom | Slalom |
| Saison  | Platz  | Punkte | Platz        | Punkte       | Platz  | Punkte |
| ------- | ------ | ------ | ------------ | ------------ | ------ | ------ |
| 2022/23 | 78.    | 59     | 30.          | 53           | 50.    | 6      |
| 2023/24 | 45.    | 201    | 22.          | 115          | 25.    | 86     |

### South American Cup
- Saison 2022: 1. Gesamtwertung, 1. Riesenslalomwertung, 1. Slalomwertung, 1. Kombinationswertung, 2. Super-G-Wertung
- 8 Podestplätze, davon 6 Siege:

| Datum             | Ort            | Land        | Disziplin    |
| ----------------- | -------------- | ----------- | ------------ |
| 5. August 2022    | Chapelco       | Argentinien | Riesenslalom |
| 9. August 2022    | Cerro Catedral | Argentinien | Riesenslalom |
| 11. August 2022   | Cerro Catedral | Argentinien | Slalom       |
| 27. August 2022   | El Colorado    | Argentinien | Riesenslalom |
| 28. August 2022   | La Parva       | Chile       | Slalom       |
| 1. September 2022 | La Parva       | Chile       | Kombination  |

### Juniorenweltmeisterschaften
- St. Anton 2023: 1. Super-G, 3. Riesenslalom, 4. Abfahrt, 16. Alpine Team Kombination
- Haute-Savoie 2024: 3. Riesenslalom

### Weitere Erfolge
- 4 Siege in FIS-Rennen